# St. Valentin (Endlhausen)

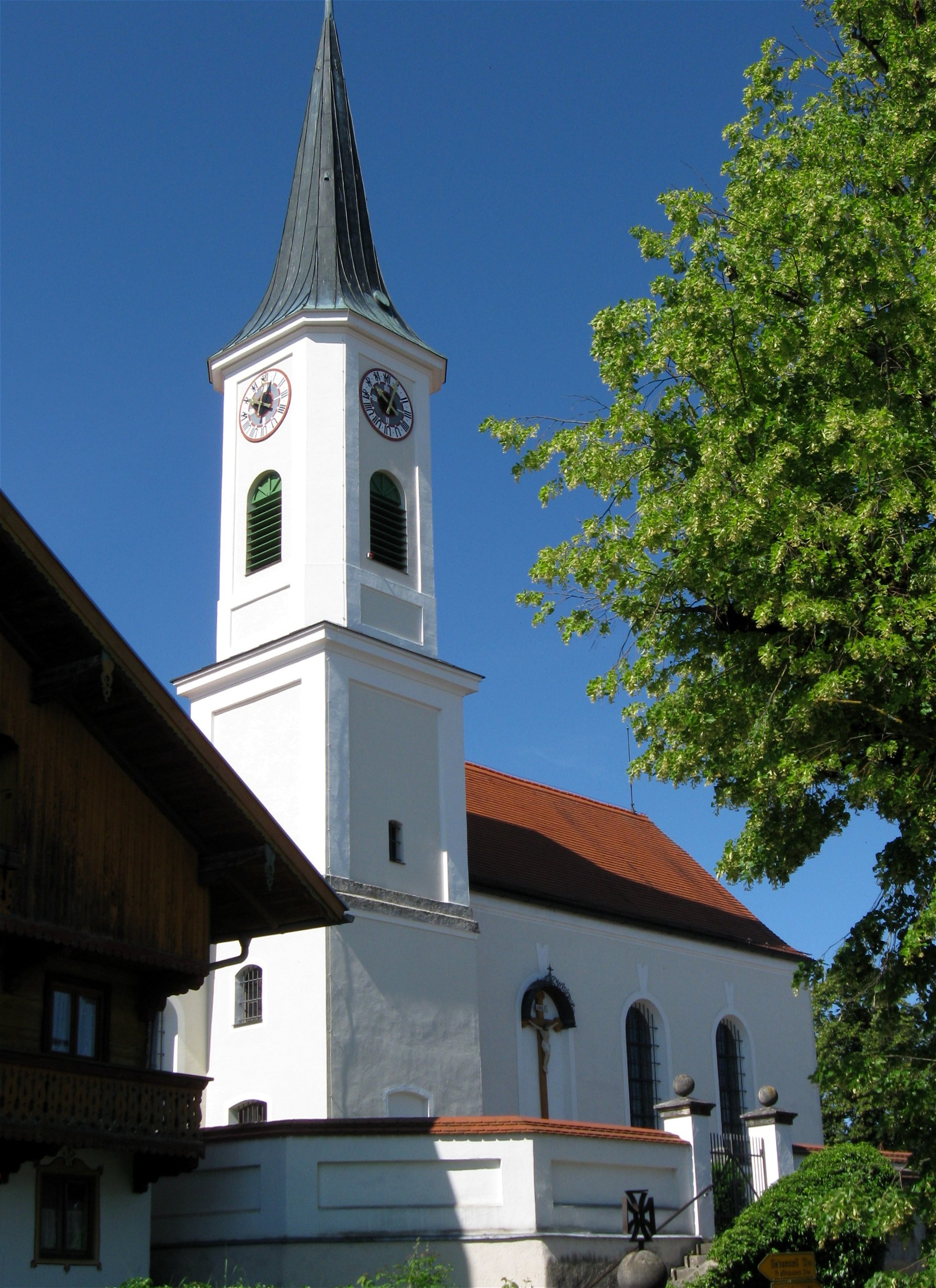
Kirche St. Valentin in Endlhausen

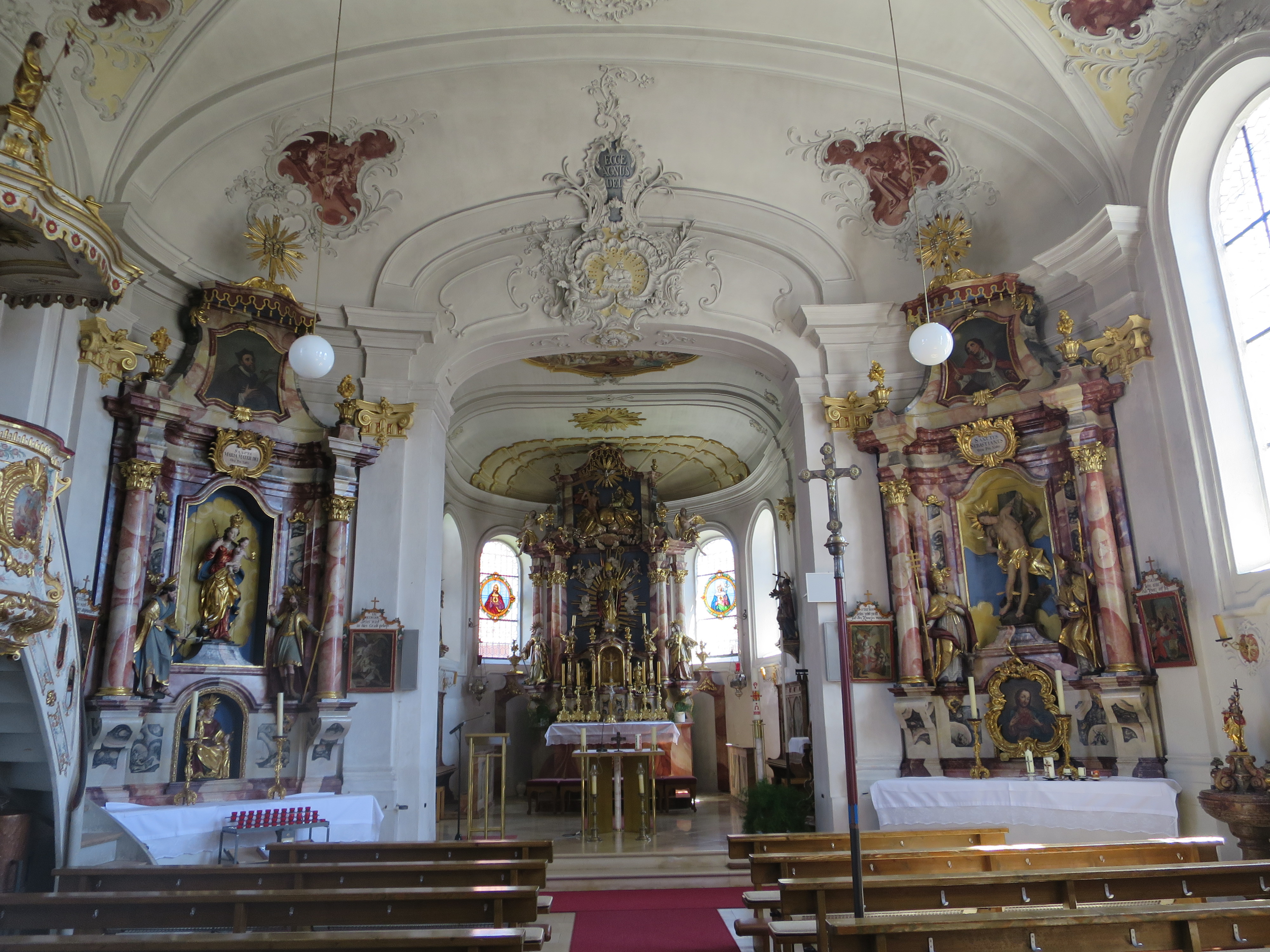
Innenansicht

Die katholische Pfarrkirche St. Valentin in Endlhausen, einem Gemeindeteil von Egling im Landkreis Bad Tölz-Wolfratshausen, wurde 1755/56 errichtet. Die Kirche an der Wolfratshauser Straße 1 ist ein geschütztes Baudenkmal.

## Beschreibung
Der barocke Saalbau mit ausgerundeten Ecken und eingezogenem Chor besitzt einen Nordturm. Im Jahr 1866 erfolgten die Chorvergrößerung und die Langhausneuwölbung. Der Spitzhelm des Turmes wurde 1867 aufgesetzt.
Der Hochaltar besitzt eine Holzskulptur des heiligen Valentin, die um 1500 datiert wird. Die Kanzel wurde 1759 geschaffen.

## Orgel

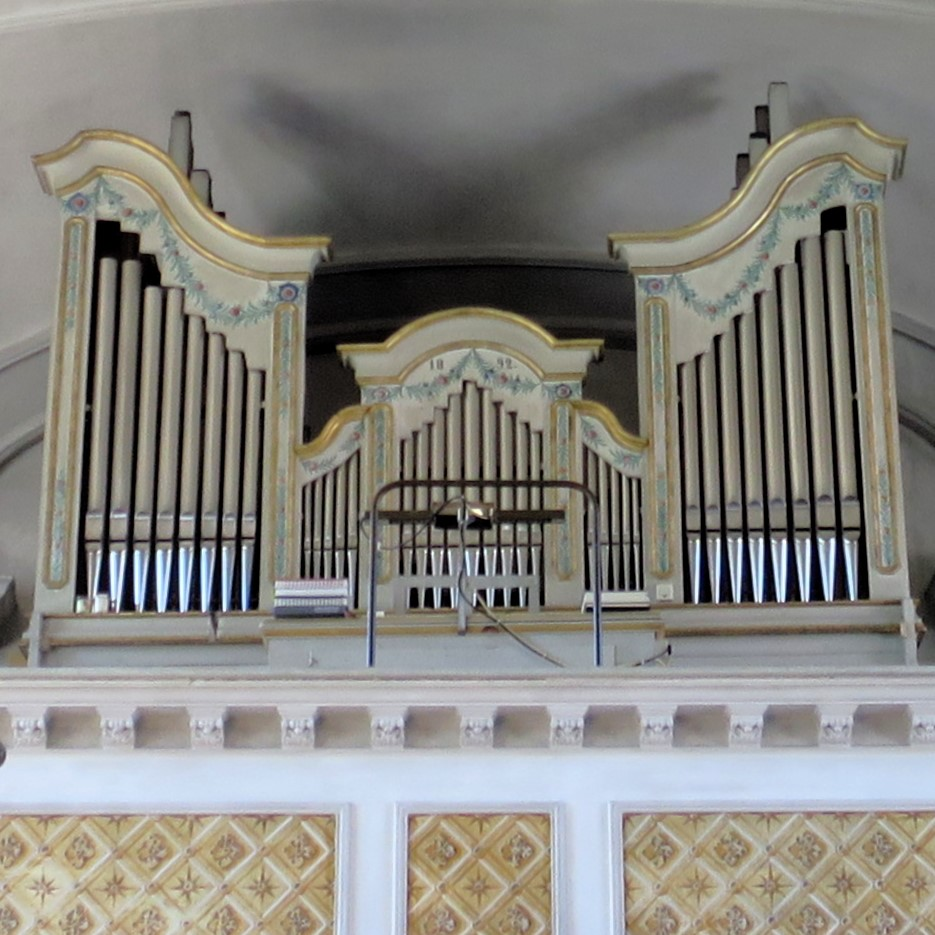
Orgel

Die Orgel mit acht Registern auf einem Manual und Pedal wurde 1892 von Franz Borgias Maerz im Jahr erbaut. Das Werk wurde 2016 durch Eder Orgelbau restauriert. Die Disposition des rein mechanischen Kegelladen-Instruments lautet:
| Manual       |       |
| Principal    | 8′    |
| Gedackt      | 8′    |
| Salicional   | 8′    |
| Octav        | 4′    |
| Traversflöte | 4′    |
| Mixtur       | 2 ⁄3′ |

| Pedal     |     |
| Subbaß    | 16′ |
| Violonbaß | 08′ |

- Koppel: M/P
- Spielhilfe: Tutti